# Владислав Листев
Владислав Николаевич Листев или Влад Листев (на руски: Владислав Николаевич Листьев) е руски предприемач, телевизионен водещ и журналист, първият генерален директор на руската телевизия ОРТ. Журналистът е убит във входа на дома си, а престъплението остава неразкрито.